# 18. januar
18. januar er dag 18 i året, i den gregorianske kalender. Der er 347 dage tilbage af året (348 i skudår).
- Priscas dag, efter en romersk pige på 13 år, der i år 273 blev kastet for løverne. De rørte hende dog ikke, og hun blev i stedet halshugget.

### Begivenheder
Født - Dødsfald
- 1535 - Byen Lima i Peru grundlægges af Francisco Pizarro.
- 1701 - Preussen bliver et kongerige.
- 1743 - Et kongeligt reskript til Københavns Magistrat bestemmer, at håndværkerdrenge ikke må bruges i krigstjeneste, før de er udlært.
- 1778 - James Cook er den første europæer, som opdager Hawaii, som han døber "Sandwich Islands".
- 1798 - Frankrig skærper krigskursen over for England. Frankrig beslutter, at alle skibe (også neutrale), der bliver opbragt af franske kaperskibe og medfører den mindste smule engelsk gods, skal prisedømmes, så både skib og ladning går tabt.
- 1801 - Den russiske zar Paul 1. annekterer Georgien og gør landet til en russisk provins.

- 1871 - I spejlsalen i Versailles udråbes Tyskland som kejserrige. Datoen vælges fordi det er kongeriget Preussens fødselsdag. Bismarck kom fra Preussen.
- 1903 - Den første transatlantiske radiotransmission gennemføres, idet Theodore Roosevelt sender en hilsen til kong Edvard 7.
- 1911 - Med en dobbeltdækker lander amerikaneren Eugene B. Ely som den første nogensinde med et fly på dækket af et skib - et marinefartøj.
- 1919 - I Versailles åbnes fredskonferencen efter 1. verdenskrig. Datoen er valgt med omhu i forhold til Tyskland, der på denne dato i 1871 udråbtes til kejserrige, netop i Versailles.
- 1921 - Pølsevognen ses for første gang i det Københavnske gadebilledet. Dengang kostede en rød pølse med sennep 25 øre, og skulle man flotte sig med et tilhørende rundstykke, kunne man købe det for 5 øre.
- 1945 - Apollo-teatret i København bliver sprængt i luften ved tysk schalburgtage eller kontrasabotage, som tyskerne kaldte det.
- 1955 - Den 16-årige prins Juan Carlos af Spanien bliver hyldet af en begejstret menneskemængde, efter at Spaniens statschef, general Franco, har udpeget ham som sin efterfølger - dog med kongetitel.
- 1957 - Den første nonstop flyvning jorden rundt bliver foretaget. Under kommando af generalmajor Archie J. Old gennemfører en Boeing B-52 Stratofortress den første non-stop jordomflyvning. Flyvetiden er 45 timer og 19 minutter for de ca. 39.000 km.
- 1961 - Historiens mindste valgsejr bliver vundet i Zanzibar, da det pro-Shiraziske Parti vinder hele valget med kun én stemmes flertal.
- 1973 - Tom Bogs genvinder europamesterskabet i mellemvægtsboksning ved at pointbesejre italieneren Bettini.
- 1979 - Grønland vedtager at gennemføre hjemmestyre.
- 1980 - Almöbroen nord for Göteborg i Sverige styrter sammen.
- 1983 - Under en voldsom storm bliver det 250 kvadratmeter store og to tons tunge tag på bygningen mellem Slotskirken og Christiansborg i København blæst af.
- 1991 - Om natten bliver der i Irak affyret 12 scud-missiler mod Israel - de første efter de allierede bombeangreb mod Irak natten før.
- 1993 - Et regionaltog støder sammen med et afsporet godstog en halv kilometer syd for Næstved station. En passager i regionaltoget og en DSB rangerleder bliver dræbt, mens lokomotivføreren og 8 passagerer bliver lettere kvæstet.
- 1994 - Det utilpassede næsehorn Brutalis bliver sendt på en 10.000 km lang rejse fra Givskud Zoo til sit nye hjem i et reservat i det nordlige Namibia i Afrika.
- 2001 - Den Demokratiske Republik Congos præsident Laurent Kabila bliver dræbt under et attentat i præsidentpaladset i hovedstaden Kinshasa.
- 2005 - Statsminister Anders Fogh Rasmussen udskriver folketingsvalg til afholdelse 21 dage senere, tirsdag den 8. februar.
- 2005   - Regentparret udsætter statsbesøget til Mexico i februar på grund af folketingsvalget.
- 2006 - NASA's rumsonde,  New Horizons, bliver opsendt med succes kl. 14.00 EST (GMT-5).
- 2012 - Mange internet sider protesterer mod de 2 Amerikanske lovforslag, SOPA og PIPA, ved at lave et globalt blackout.

### Født
- 1689 - Montesquieu, fransk forfatter (død 1755).
- 1782 - Daniel Webster, amerikansk statsmand (død 1852).
- 1857 - Otto von Below, tysk general (død 1944).
- 1882 - A. A. Milne, engelsk forfatter (død 1956).
- 1885 - Lauritz Ritzau, dansk direktør (død 1967).
- 1888 - Thomas Sopwith, engelsk luftfart pioner og sejlsportsmand (død 1989).
- 1892 - Oliver Hardy, amerikansk komiker og skuespiller (død 1957).
- 1904 - Cary Grant, engelskfødt amerikansk skuespiller (død 1986).
- 1910 - Preben Philipsen, dansk filmproducent (død 2005).
- 1911 - Danny Kaye, amerikansk skuespiller (død 1987).
- 1921 - Yoichiro Nambu, japansk-født amerikansk fysiker (død 2015).
- 1933 - Ray Dolby, amerikansk ingeniør (død 2013).
- 1937 - John Hume, nordirsk politiker (død 2020).
- 1938 - Anthony Giddens, britisk sociolog.
- 1941 - Claus Bøje, dansk idrætsforsker og jazzmusiker.
- 1943 - Paul Freeman, britisk skuespiller.
- 1947 - Sanne de Neergaard, dansk psykolog.
- 1947   - Lene Garsdal, dansk læge og tidligere folketingsmedlem.
- 1950 - Gilles Villeneuve, canadisk racerkører (død 1982) - racerløbulykke.
- 1950   - Torsten Hesselbjerg, tidligere dansk rigspolitichef.
- 1953 - Brett Hudson, amerikansk musiker.
- 1954 - Jesper Carlsen, dansk jazzbassist.
- 1955 - Kevin Costner, amerikansk skuespiller.
- 1955   - Marilyn Mazur, dansk jazzmusiker og -komponist.
- 1959 - Bjarne Henriksen, dansk skuespiller.
- 1961 - Jesper Hyldegaard, dansk skuespiller, instruktør og dramatiker.
- 1961   - Peter Beardsley, engelsk fodboldspiller.
- 1961   - Jeff Yagher, amerikansk skuespiller.
- 1964 - Jane Horrocks, engelsk skuespiller.
- 1969 - Hans Kristian Skibby, dansk folketingsmedlem.
- 1978 - Thor Hushovd, norsk cykelrytter.

### Dødsfald
- 1589 - Magnus Heinason, færøsk søhelt (født 1548) - henrettet.
- 1862 - John Tyler, USA's 10. præsident (født 1790).
- 1878 - Antoine César Bécquerel, fransk fysiker (født 1788).
- 1936 - Rudyard Kipling, britisk forfatter (født 1865).
- 1939 - Henri Konow, dansk viceadmiral, guvernør og minister (født 1862).
- 1948 - Sigurd Jacobsen, dansk overretssagfører, der bragte wienerbørnene til Danmark.
- 1964 - Jørn Jeppesen, dansk skuespiller (født 1917).
- 1975 - Marie Brink, dansk skuespiller (født 1888).
- 2002 - Grete Janus Hertz, dansk forfatter og psykolog (født 1915).
- 2006 - Östen Warnerbring, svensk sanger (født 1934).
- 2010 - Jørgen Philip-Sørensen, dansk erhvervsmand (født 1938).
- 2011 - Sargent Shriver, amerikansk politiker (født 1915).
- 2016 - Michel Tournier, fransk forfatter (født 1924).
- 2016 - Else Marie Pade, dansk komponist (født 1924).
- 2024 - Ester Larsen, dansk politiker (født 1936).

|  | Denne datoartikel kan blive bedre, hvis der indsættes et (bedre) billede Du kan hjælpe ved at afsøge Wikimedia Commons for et passende billede eller uploade et godt billede til Wikimedia Commons iht. de tilladte licenser og indsætte det i artiklen. |